# WuDoo
Magazyn WuDoo – audycja społeczności hip-hopowej, nadawana w Polskim Radio Szczecin w każdy czwartek o godzinie 22.00.

## Historia
"Magazyn WuDoo" powstał w 1995 roku. Audycja jest magazynem społeczności hip-hopowej, ale pojawiają się w niej także takie gatunki jak R'n'B czy dancehall.
W audycji zdarzały się przedpremierowe prezentacje albumów i singli. Oprócz wykonawców z Polski, pojawili się w niej artyści zza oceanu: Cappadonna, Grand Agent, Afu-Ra, Gentleman i inni.
Oprócz pokazania hip-hopu szerszej publiczności, celem "WuDoo" jest promocja młodych talentów. W audycji zadebiutował m.in. Łona. W studiu miały też miejsce sesje freestylowe z udziałem takich artystów jak: O.S.T.R., Eldo oraz Dizkret.
"WuDoo" patronuje różnym wydarzeniom w Szczecinie, zorganizowało "WuDoo 4 DJ's" czyli akcje dla młodych DJ-ów. Cyklicznie organizowany jest także "Konkurs Na Demo Roku Magazynu WuDoo" oraz "Konkurs Dziennikarski".
Pierwsza edycja "Konkursu na demo roku magazynu WuDoo" odbyła się w 2001 roku, druga w 2003, trzecia w 2005. Z każdą kolejną edycją konkursu liczba nadesłanych prac rosła wielokrotnie, w 2005 ich liczba sięgnęła 245 wykonawców. W czwartej edycji konkursu (2008 r.) doszły dwa wyróżnienia: dla DJ-a i producenta.